# Banja Luka Rebels 2020
Questa voce raccoglie le informazioni riguardanti i Banja Luka Rebels nelle competizioni ufficiali della stagione 2020.

## Bosnian-Herzegovinian Football League 2020

### Stagione regolare
| 27 settembre 2020 | Sarajevo Spartans | 14 – 18 | Banja Luka Rebels |  |

| 11 ottobre 2020 | Banja Luka Rebels | 42 – 0 (8-0 6-0 14-0 14-0) | Tuzla Saltminers |  |

| 1º novembre 2020 | Banja Luka Rebels | 6 – 30 | Sarajevo Spartans |  |

### Playoff
| 22 novembre 2020 | Banja Luka Rebels | 12 – 19 | Sarajevo Spartans |  |

## Statistiche di squadra
| Competizione      | %Vittorie | In casa | In casa | In casa | In casa | In casa | In casa | In trasferta | In trasferta | In trasferta | In trasferta | In trasferta | In trasferta | Totale | Totale | Totale | Totale | Totale | Totale |
| Competizione      | %Vittorie | G       | V       | N       | P       | Pf      | Ps      | G            | V            | N            | P            | Pf           | Ps           | G      | V      | N      | P      | Pf     | Ps     |
| ----------------- | --------- | ------- | ------- | ------- | ------- | ------- | ------- | ------------ | ------------ | ------------ | ------------ | ------------ | ------------ | ------ | ------ | ------ | ------ | ------ | ------ |
| Stagione regolare | .667      | 2       | 1       | 0       | 1       | 48      | 30      | 1            | 1            | 0            | 0            | 18           | 14           | 3      | 2      | 0      | 1      | 66     | 44     |
| Playoff           | .000      | 1       | 0       | 0       | 1       | 12      | 19      | 0            | 0            | 0            | 0            | 0            | 0            | 1      | 0      | 0      | 1      | 12     | 19     |
| Totale            | .500      | 3       | 1       | 0       | 2       | 60      | 49      | 1            | 1            | 0            | 0            | 18           | 14           | 4      | 2      | 0      | 2      | 78     | 63     |